# Фахима, Тали
Та́ли Фахи́ма (ивр. טלי פחימה‎, араб. طالي فحيمة‎; род. 8 февраля 1976, Кирьят-Гат, Израиль) — израильская пропалестинская активистка, осуждённая за контакты с Закарией Зубейди, главой дженинских бригад мучеников Аль-Аксы, вооруженной группировки, близкой к ФАТХ.

## Ранний период жизни
Фахима родилась в Кирьят-Гате на юге Израиля в семье евреев-выходцев из Алжира. Она была одной из трех дочерей Сары Лахиани и Шимона Фахимы. После развода родителей Фахиму и её сестер воспитывала мать, которая работала на разных работах, чтобы прокормить их.

## Активизм

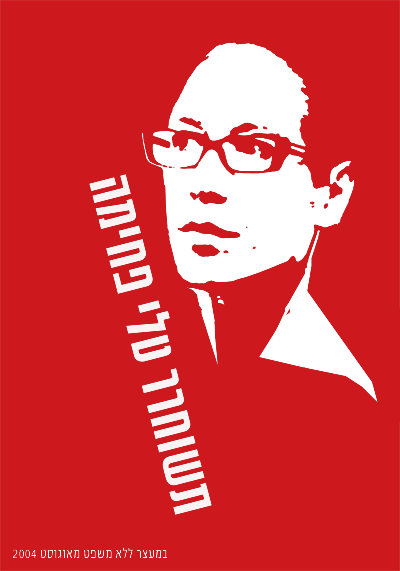
Стикер Тали Фахимы, 2005 год

После завершения обязательной военной службы Фахима переехала в Яффу (Тель-Авив) и работала юридическим секретарем.
До 2003 года она была сторонницей израильской политической партии «Ликуд». Затем она прочитала интервью, в котором Закария Зубейди описывал своё превращение из борца за мир в разыскиваемого террориста; заинтригованная, она нашла номер телефона Зубейди и несколько раз говорила с ним. Когда она узнала, что Зубейди был кандидатом на ликвидацию израильскими силами безопасности, она решила поехать в Дженин и жить в его доме в качестве живого щита. Она вместе с Зубейди до его заключения, стала участвовать в палестинском детском проекте в Дженине, который был показан в фильме «Дети Арны». Она не отрицала, что позже встречалась с Зубейди в Дженине несколько раз, но она отрицала какую-либо причастность к вооруженным действиям. В марте 2004 года она заявила, что была готова выступить в качестве живого щита, чтобы защитить Зубейди.
8 августа 2004 года Фахима была арестована, допрашивалась сотрудниками службы безопасности в течение месяца, а затем помещена под административный арест на три месяца. В декабре 2004 года ей было предъявлено обвинение в «оказании помощи врагу во время войны». 23 декабря 2005 года она признала себя виновной по некоторым менее серьёзным обвинениям, признав, что поддерживала контакты с иностранным агентом с намерением нанести ущерб государственной безопасности. Она также признала передачу информации врагу и нарушение законного приказа, запрещающего въезд израильтян на территорию, контролируемую Палестинской администрацией. Самые серьёзные обвинения, помощь врагу во время войны, поддержка террористической организации и хранение оружия против неё, были сняты. Она получила трёхлетний тюремный срок и условный срок, который вступит в силу, если она нарушит любой приказ, запрещающий въезд в закрытые военные зоны, оставив менее одного года тюремного срока. 13 сентября 2006 года её первое ходатайство о досрочном освобождении было отклонено, Комиссия по условно-досрочному освобождению постановила, что она «вела себя дерзко и грубо по отношению к тюремным охранникам».
В начале января 2007 года, на год раньше первоначального срока, она была освобождена за хорошее поведение. Ей было запрещено покидать страну, связываться с иностранными агентами или въезжать на контролируемые палестинцами территории на Западном берегу реки Иордан.
23 апреля 2007 года Фахима приняла участие в альтернативной церемонии зажжения факелов в честь Дня независимости Израиля, где она зажгла факел в честь Зубейди.
В июне 2008 года Зубейди, находившийся в Дженине в соответствии с условием его соглашения об амнистии, запросил разрешения на поездку в Рамаллу для проведения операции на глаза. Фахима осудила его как «шлюху службы безопасности ШАБАК».
После выхода из тюрьмы Фахима поселилась в арабской деревне Арара на севере Израиля и работала учителем иврита. В июне 2010 года она приняла ислам в мечети в Умм-эль-Фахме. В 2015 году поселилась в мошаве Амирим на севере Израиля.